# L’Ardennais
L’Ardennais – francuski dziennik lokalny wydawany w regionie Ardenów. Siedziba redakcji znajduje się w mieście Charleville-Mézières.
Gazeta została założona w 1992 roku jako dziennik lokalnego czasopisma L’Union, które ukazuje się w regionie Ardenów oraz Szampanii.
Obecnie L’Ardennias należy do grupy medialnej Groupe Hersant Média, która jest właścicielem kilkunastu dzienników oraz innych czasopism wydawanych na terenie Francji Metropolitarnej oraz francuskich terytoriów zamorskich.